# Pákistán na Letních olympijských hrách 1992
Pákistán se účastnil Letní olympiády 1992 ve španělské Barceloně. Zastupovalo ho 27 mužů v 5 sportech.

## Medailisté
| Medaile | Jméno | Sport         | Soutěž      |
| ------- | --- | ------------- | ----------- |
| Bronz   | Shahid Ali Khan Rana Mujahid Ali Khalid Bashir Anjum Saeed Farhad Hassan Khan Khawaja Muhammad Junaid Muhammad Qamar Ibrahim Tahir Zaman Muhammad Asif Bajwa Shahbaz Ahmed Wasim Feroze Mansoor Ahmed Muhammad Akhlaq Ahmad Muhammad Khalid Musaddiq Hussain Muhammad Shahbaz | Pozemní hokej | turnaj mužů |